# Osservabile
In fisica si definisce osservabile una qualsiasi grandezza che è in qualche modo misurabile o direttamente, ossia con le operazioni e gli opportuni strumenti di misura, oppure indirettamente, ossia con calcolo.
Il concetto, centrale nella pratica della scienza come rigorosamente definito dal metodo scientifico, si è evoluto fortemente col progredire della scienza moderna, diventando centro di acceso dibattito e attenta riflessione a livello epistemologico e ontologico nell'ambito della filosofia della scienza del XX secolo.

## Evoluzione del concetto
Soprattutto la riflessione sui fondamenti della meccanica quantistica ha arricchito il dibattito sul concetto di osservabile con nuovi, interessanti e profondi spunti di riflessione.
Se infatti nella fisica classica qualsiasi grandezza era ritenuta, in qualche senso, osservabile (massa, quantità di moto, momento, energia), già con l'elettromagnetismo questa situazione cambia nel senso che si introducono delle grandezze (i campi e i potenziali) che non sono direttamente misurabili, ma che risultano essere dei validi strumenti e contributi per il calcolo e la risoluzione dei problemi fisici associati.
Con la meccanica quantistica questa divisione poi si accentua ulteriormente in quanto, oltre ai limiti di misura imposti dal noto principio di indeterminazione di Heisenberg, alcune grandezze fondamentali introdotte da questa teoria non solo non risultano osservabili, ma non sono nemmeno quantità reali essendo descritte da numeri complessi. Di fatto però la meccanica quantistica non può fare a meno del carattere intrinsecamente complesso delle sue trattazioni, quindi si è aperto il dibattito sull'interpretazione fisica di queste quantità complesse. Nel caso specifico della funzione d'onda si è potuto interpretare questa funzione come quella quantità il cui modulo quadrato (che è una quantità reale) fornisce la densità di probabilità per la localizzazione di una particella.
La sua misura è dunque un concetto prettamente probabilistico: la misura di un'osservabile perturba il sistema, quindi a priori non si conosce il valore di un'osservabile fino a che essa non viene misurata: il processo di misura fa cadere il sistema in un autostato dell'osservabile (e quindi della variabile dinamica) che si misura: questo fatto ha implicazioni molto profonde che va sotto il nome di collasso della funzione d'onda che è a sua volta l'aspetto caratteristico della cosiddetta e celebre interpretazione di Copenaghen.

## Osservabili e operatori in meccanica quantistica
In meccanica quantistica una osservabile è una grandezza dinamica del sistema o dello stato quantico.
Nell'approccio matematico della meccanica quantistica un'osservabile viene rappresentata da un operatore lineare in generale complesso e in particolare hermitiano, che opera su un vettore di stato del sistema. In generale la linearità si esprime:
{\displaystyle {\hat {f}}(c_{1}\psi _{1}+c_{2}\psi _{2})=c_{1}{\hat {f}}\psi _{1}+c_{2}{\hat {f}}\psi _{2}}
La caratteristica della meccanica quantistica è intrinsecamente probabilistica, questa caratteristica è quantitativamente descritta dal principio di indeterminazione di Heisenberg: la teoria della meccanica ondulatoria permette di prevedere il comportamento di un sistema quantistico sulla base della probabilità di trovare un certo valore dell'osservabile. Una misura provoca una proiezione dello stato, in generale descritto da una sovrapposizione infinita di stati, su un autostato dell'osservabile. Questo porta al fatto che tutti i valori possibili che può assumere una osservabile devono essere autovalori dell'osservabile stessa.
Dato uno stato del sistema
{\displaystyle |\varphi \rangle =\sum _{j}c_{j}|e_{j}\rangle }
dove {\displaystyle |e_{j}\rangle } sono i vettori di base dello stato, l'azione di un'osservabile {\displaystyle A} su tale stato, è interamente identificata dalla sua azione sui vettori di base:
{\displaystyle A|\varphi \rangle =\sum _{j}c_{j}A|e_{j}\rangle =\sum _{j}c_{j}\sum _{i}c_{ij}^{A}|e_{i}\rangle =\sum _{i,j}c_{j}c_{ij}^{A}|e_{i}\rangle }
dove {\displaystyle c_{ij}^{A}} sono i coefficienti che caratterizzano l'operatore {\displaystyle A} quando agisce sull'i-esimo stato di base, e sono definiti da:
{\displaystyle c_{ij}^{A}=\langle e_{i}|A|e_{j}\rangle }
È possibile quindi rappresentare l'operatore come una matrice dei coefficienti {\displaystyle c_{ij}^{A}}, cioè come una matrice rispetto a una data base. Infatti l'azione di un operatore può anche essere scritta:
{\displaystyle \sum _{i,j}|e_{i}\rangle \langle e_{i}|A|e_{j}\rangle \langle e_{j}|=\sum _{i,j}c_{ij}^{A}|e_{i}\rangle \langle e_{j}|}
Si consideri il caso in cui la matrice dei coefficienti è diagonale e gli elementi della diagonale sono reali: allora gli elementi della matrice sono gli autovalori {\displaystyle a'} dell'osservabile, e i vettori di base {\displaystyle |e_{i}\rangle } coincidono con gli autostati {\displaystyle |a'\rangle } dell'osservabile {\displaystyle A}, ed essendo la matrice diagonale essi formano una base ortonormale.
Si ha in questo caso che l'operatore è associato all'osservabile, e si ha
{\displaystyle A=\sum _{a'}a'|a'\rangle \langle a'|}
L'equazione agli autovalori dell'operatore è quindi:
{\displaystyle A|a'\rangle =a'|a'\rangle }
L'interpretazione di questo fatto è che in meccanica quantistica si postula che tutti gli autovalori {\displaystyle a'} di un'osservabile {\displaystyle A} siano anche tutti i possibili risultati della misura dell'osservabile.
A ogni autostato è quindi associato un possibile risultato della misura, e una misura fa collassare lo stato del sistema, che è in generale una sovrapposizione di stati, in un autostato dell'osservabile che si sta misurando. L'autore di questo collasso è il proiettore {\displaystyle |a'\rangle \langle a'|}, che fa precipitare il sistema fornendo il coefficiente {\displaystyle a'}.
In tale stato il sistema permane indipendentemente dell'evoluzione temporale, fino a che non interviene un agente esterno che ne modifica lo stato.
Si spiega quindi come sia possibile sviluppare un qualsiasi vettore di stato in termini di autovettori dell'osservabile {\displaystyle A}:
{\displaystyle |\varphi \rangle =\sum _{a'}c_{a'}|a'\rangle }
La base {\displaystyle |a'\rangle } degli autostati è una base ortonormale, ovvero:
{\displaystyle \langle a_{i}|a_{j}\rangle =\delta _{ij}}
Il significato dei coefficienti {\displaystyle c_{a'}=\langle a'|\varphi \rangle } è quello di ampiezza di probabilità dei possibili valori della misura di {\displaystyle A}. Il valore medio dell'osservabile {\displaystyle A}:
{\displaystyle \langle A\rangle =\langle \varphi |A|\varphi \rangle =\sum _{a'}|c_{a'}|^{2}a'}
e la condizione di normalizzazione del vettore di stato:
{\displaystyle \langle \varphi |\varphi \rangle =\sum _{a'}|c_{a'}|^{2}}
è una conseguenza della normalizzazione degli autostati di {\displaystyle A}, e significa che i risultati delle misure sono esclusivi ed esaustivi.

### Proprietà degli operatori
Una volta trovati autovalori e autovettori di una osservabile possiamo dimostrare alcune proprietà degli operatori hermitiani che li rappresentano.
- La prima proprietà è che gli autovalori di un operatore hermitiano sono reali, questo lo avevamo già dedotto, ma adesso si può dimostrare rigorosamente, infatti se {\displaystyle a'} è l'autovalore di {\displaystyle A} con autovettore {\displaystyle |a'\rangle } che sia normalizzato (anche se non necessariamente) cioè {\displaystyle \langle a'|a'\rangle =1} allora il valore medio di {\displaystyle A}:

{\displaystyle \langle a'|A|a'\rangle =a'\langle a'|a'\rangle =a'}
Siccome A è hermitiano allora vale:
{\displaystyle \langle a'|A|a'\rangle =\langle a'|A|a'\rangle ^{*}=a'^{*}}
da cui si deduce che:
{\displaystyle \langle a'|A|a'\rangle =a'=a'^{*}}
e quindi {\displaystyle a'=a'^{*}}, che come si sa vale solo se {\displaystyle a'\in \mathbb {R} }.
- Un'altra proprietà è quella che riguarda gli autovettori di un operatore hermitiano: se essi corrispondono ad autovalori diversi allora sono autovettori ortogonali. Infatti se abbiamo trovato due autovalori diversi {\displaystyle a'\neq a''} di {\displaystyle A} con {\displaystyle |a'\rangle ,|a''\rangle } i due loro autovettori, allora:

{\displaystyle \langle a'|A|a''\rangle =a''\langle a'|a''\rangle }
ma per l'hermiticità di A vale anche:
{\displaystyle \langle a'|A|a''\rangle =\langle a''|A|a'\rangle ^{*}=a'\langle a''|a'\rangle ^{*}=a'\langle a'|a''\rangle }
Uguagliando queste due espressioni e sottraendo una dall'altra:
{\displaystyle (a''-a')\langle a'|a''\rangle =0}
e siccome {\displaystyle a'\neq a''}, l'unico modo perché sia nulla l'espressione sopra è che:
{\displaystyle \langle a'|a''\rangle =0}
cioè appunto che {\displaystyle |a'\rangle } e {\displaystyle |a''\rangle } siano ortogonali.
Notare che nel caso a un autovalore siano associati due o più autovettori (autovalori degeneri), questi non saranno in generale ortogonali, purtuttavia ogni combinazione lineare di autovettori è sempre una soluzione dell'equazione agli autovalori e se ne può scegliere sempre una in modo che sia ortogonale agli altri autovalori.

## Valore medio di un'osservabile
Siano {\displaystyle a_{i}} i possibili valori di un operatore {\displaystyle \mathbf {A} }; ognuno di questi ha una certa probabilità {\displaystyle P_{i}} di verificarsi se misuriamo {\displaystyle A}. Il valore medio di un operatore è il valore medio di tutti i possibili risultati della misura di {\displaystyle A} pesati con le rispettive probabilità:
{\displaystyle \langle A\rangle =\sum _{i}a_{i}P_{i}}
In meccanica quantistica ogni grandezza fisica è associata a un operatore lineare e tale operatore viene definito in modo tale che in uno stato {\displaystyle |\varphi \rangle } il valore medio della sua grandezza associata sia:
{\displaystyle \langle A\rangle =\langle \varphi |A|\varphi \rangle }
cioè il valore di aspettazione della grandezza {\displaystyle A} associata all'operatore {\displaystyle \mathbf {A} } sullo stato {\displaystyle |\varphi \rangle }. Poiché i valori delle misure e quindi il valore medio di un operatore devono essere reali, in quanto sono quantità osservabili, questo fatto limita i possibili valori che l'osservabile può assumere.
Sia dato uno stato:
{\displaystyle |\varphi \rangle =a|\alpha \rangle +b|\beta \rangle }
dove {\displaystyle a,b\in \mathbb {C} }. Calcoliamo il valore di aspettazione di {\displaystyle A} su questo stato:
{\displaystyle \langle \varphi |A|\varphi \rangle =\left(a^{*}\langle \alpha |+b^{*}\langle \beta |\right)A\left(a|\alpha \rangle +b|\beta \rangle \right)=|a|^{2}\langle \alpha |A|\alpha \rangle +|b|^{2}\langle \beta |A|\beta \rangle +a^{*}b\langle \alpha |A|\beta \rangle +ab^{*}\langle \beta |A|\alpha \rangle }
dove tutti i termini della somma devono essere reali. Ora i primi due termini sono reali per definizione infatti {\displaystyle |a|^{2}} e {\displaystyle |b|^{2}} rappresentano la probabilità dei due coefficienti {\displaystyle a} e {\displaystyle b}, allora uguagliando gli altri due termini ai loro coniugati:
{\displaystyle a^{*}b\langle \alpha |A|\beta \rangle +ab^{*}\langle \beta |A|\alpha \rangle =ab^{*}\langle \beta |A^{\dagger }|\alpha \rangle +a^{*}b\langle \alpha |A^{\dagger }|\beta \rangle }
ossia:
{\displaystyle \langle \alpha |A|\beta \rangle =\langle \alpha |A^{\dagger }|\beta \rangle }
cioè
{\displaystyle A=A^{\dagger }}
cioè gli operatori lineari che rappresentano grandezze osservabili in meccanica quantistica devono essere operatori hermitiani. Solo in questo caso infatti il loro valore medio e i loro autovalori sono reali.
Per determinare i possibili valori di un'osservabile, dobbiamo determinare gli autovalori dell'operatore hermitiano corrispondente, cioè risolvere l'equazione agli autovalori:
{\displaystyle A|a'\rangle =a'|a'\rangle }
Questa equazione è ben nota nell'algebra lineare, {\displaystyle a'} rappresenta l'autovalore a cui corrispondono uno o più autovettori {\displaystyle |a'\rangle }; nel caso l'autovettore associato sia più di uno, si dice che l'autovalore è degenere. L'insieme degli autovalori {\displaystyle \{a'\}} si chiama spettro e gli autovettori sono chiamati nel contesto della meccanica quantistica anche autostati di {\displaystyle A}. Naturalmente esistono spettri discreti e spettri continui e anche spettri misti: casi notevoli in meccanica quantistica sono l'operatore posizione e l'operatore impulso che hanno spettro continuo.

## Caso continuo
Tutte le considerazioni fatte per il caso discreto valgono nel caso continuo. L'equazione agli autovalori nel caso continuo diventa:
{\displaystyle {\hat {f}}\psi _{f}(q)=f\psi _{f}(q)}
dove abbiamo indicato con {\displaystyle {\hat {f}}} l'operatore, con {\displaystyle f} l'autovalore continuo e con {\displaystyle \psi _{f}(q)} l'autostato o autofunzione dell'operatore in funzione delle coordinate. Se f sono valori continui allora un generico vettore di stato può essere sviluppato in termini di autostati di {\displaystyle {\hat {f}}}:
{\displaystyle \Psi (q)=\int df\,a(f)\psi _{f}(q)}
dove si deve sostituire alla sommatoria l'integrale, {\displaystyle a(f)} corrispondono ai coefficienti {\displaystyle c_{n}} del caso discreto. La sua interpretazione è che la probabilità di trovare la particella tra il valore {\displaystyle f} e {\displaystyle f+df}:
{\displaystyle dP=|a(f)|^{2}df\ }
e la normalizzazione deve seguire di conseguenza:
{\displaystyle \int df\,|a(f)|^{2}=1}
In effetti dobbiamo sempre assicurare che la funzione d'onda {\displaystyle \Psi (q)} sia normalizzata:
{\displaystyle \int dq\Psi ^{*}(q)\Psi (q)=1}
La normalizzazione degli autostati o delle autofunzioni di un operatore nel caso continuo è più delicata. Infatti sappiamo che i coefficienti {\displaystyle a(f)} devono ricavarsi da:
{\displaystyle a(f)=\int dq\,\psi _{f}^{*}(q)\Psi (q)}
d'altra parte deve essere:
{\displaystyle \int dq\,\psi _{f}^{*}(q)\Psi (q)=\int df'\,a(f')\left[\int dq\psi _{f}^{*}(q)\psi _{f'}(q)\right]=a(f)}
per cui l'integrale tra parentesi deve essere tale da annullarsi quando {\displaystyle f\neq f'}, nello stesso tempo deve fornire {\displaystyle a(f)} quando {\displaystyle f=f'} e contemporaneamente assicurare la normalizzazione della funzione d'onda. Tale normalizzazione è assicurata dalla funzione delta di Dirac che una funzione generalizzata:
{\displaystyle \int dq\psi _{f}^{*}(q)\psi _{f'}(q)=\delta (f-f')}
Alcune proprietà fondamentali della funzione delta di Dirac sono:
{\displaystyle {\begin{cases}\delta (x)=0&x\neq 0\\\delta (x)=\delta (0)=\infty &x=0\end{cases}}}
oppure:
{\displaystyle {\begin{cases}\delta (x-x_{0})=0&x\neq x_{0}\\\delta (x-x_{0})=\infty &x=x_{0}\end{cases}}}
Questa funzione ha applicazioni tra le più numerose e variegate. Un'importante applicazione in meccanica quantistica che si vedrà è:
{\displaystyle \int _{-\infty }^{\infty }dx\,e^{ix'(k-k')}=2\pi \delta (k-k')}
e in tre dimensioni
{\displaystyle \int _{-\infty }^{\infty }d\mathbf {r} \,e^{i\mathbf {r} (\mathbf {k} -\mathbf {k} ')}=(2\pi )^{3}\delta (\mathbf {k} -\mathbf {k} ')}

## Osservabili compatibili
Due osservabili si dicono compatibili se gli operatori che le rappresentano hanno una base comune di autostati: infatti l'avere gli stessi autostati significa che esiste una base in cui le matrici dei coefficienti dei due operatori sono diagonali. Quindi, date due osservabili compatibili {\displaystyle A} e {\displaystyle B} e una base formata dai vettori {\displaystyle |e_{i}\rangle }, le rispettive equazioni agli autovalori sono:
{\displaystyle A|e_{i}\rangle =a'|e_{i}\rangle }
{\displaystyle B|e_{i}\rangle =b'|e_{i}\rangle }
Dal momento che due matrici diagonali commutano sempre, un'altra proprietà delle osservabili compatibili è il fatto che il commutatore tra i due rispettivi operatori è nullo. Vi è infatti un teorema che afferma che la condizione necessaria affinché due operatori ammettano gli stessi autostati è che essi commutino.
Le osservabili non compatibili, dette talvolta complementari, sono, al contrario, osservabili rappresentate da operatori che non commutano. In generale, qualunque coppia di osservabili generiche, che non siano nella relazione di essere compatibili, non si possono misurare simultaneamente, se non a prezzo di indeterminazioni l'una tanto più grande quant'è più piccola l'altra.

### Il principio di indeterminazione di Heisenberg
Il principio di indeterminazione di Heisenberg stabilisce che non è possibile conoscere simultaneamente i valori di due osservabili non compatibili, e quantifica l'imprecisione di una loro misura simultanea.
Formulato da Werner Heisenberg nel 1927 per il caso di posizione e momento, il principio si applica a qualsiasi coppia di variabili canonicamente coniugate. Nelle formulazioni moderne della meccanica quantistica il principio non è più tale ma è un teorema facilmente derivabile dai postulati.
Nel caso più noto dell'indeterminazione fra posizione e momento si ha:
{\displaystyle \Delta {\hat {x}}\Delta {\hat {p}}\geq {\frac {\hbar }{2}}}
Date due osservabili qualsiasi {\displaystyle A} e {\displaystyle B}, il principio nella sua forma più generale è
{\displaystyle \Delta {\hat {A}}\Delta {\hat {B}}\geq {\frac {1}{2}}\left\|\left\langle \left[{\hat {A}},{\hat {B}}\right]\right\rangle \right\|}